# Cicero-Urteil
Das Cicero-Urteil ist die Entscheidung des Bundesverfassungsgerichts vom 27. Februar 2007 (BVerfGE 117, 244) über zwei Verfassungsbeschwerden des Magazins Cicero. Cicero hatte sich mit den Beschwerden über einen nach seiner Auffassung verfassungswidrigen Eingriff in die Pressefreiheit durch das Amtsgericht und das Landgericht Potsdam beschwert. Das Urteil zugunsten von Cicero gilt als richtungweisend für die demokratische Grundordnung der Bundesrepublik Deutschland, weil es die dort verankerte Freiheit der Medien, insbesondere die Pressefreiheit – wie schon nach der Spiegel-Affäre – maßgeblich stärkte.

## Sachverhalt
Das Magazin für Politische Kultur Cicero veröffentlichte in seiner Ausgabe vom April 2005 einen Artikel des freien Journalisten Bruno Schirra mit dem Titel „Der gefährlichste Mann der Welt“, der sich mit dem Terroristen Abu Musab az-Zarqawi beschäftigte. In dem Artikel wurde ausführlich aus einem streng geheimen Auswertungsbericht des Bundeskriminalamtes (BKA) zitiert.
Aus dem Auswertungsbericht wurden beispielsweise lange Textpassagen zitiert, die das Aussehen az-Zarqawis näher beschrieben, zum Teil wurden Informationen wie Telefonnummern genannt. Aufgrund der häufig sehr detaillierten Informationen aus dem Auswertungsbericht ist davon auszugehen, dass der Bericht Bruno Schirra nicht nur in Teilen, sondern als Ganzes vorgelegen haben muss.

## Verfahrensverlauf
Nach der Veröffentlichung des Artikels leitete die Staatsanwaltschaft Potsdam ein Ermittlungsverfahren gegen den Journalisten Bruno Schirra und den Cicero-Chefredakteur Wolfram Weimer wegen Beihilfe zur Verletzung des Dienstgeheimnisses gemäß §§ 353 b, 27 StGB ein. Ferner leitete die Staatsanwaltschaft Potsdam ein Ermittlungsverfahren gegen den unbekannten Informanten wegen Verletzung des Dienstgeheimnisses gemäß § 353 b StGB ein.
Im Ermittlungsverfahren beantragte die Staatsanwaltschaft Potsdam beim Amtsgericht Potsdam eine Durchsuchungsanordnung der Redaktionsräume des Cicero sowie der Wohn-, Geschäfts- und Nebenräume des Journalisten Bruno Schirra gemäß §§ 102, 105 und 162 Abs. 1 Satz 2 StPO. Das Amtsgericht Potsdam erließ die Durchsuchungsanordnung mit Beschluss vom 31. August 2005. Bei der Durchsuchung der Redaktionsräume wurde unter anderem eine Festplatte beschlagnahmt, von der das Landeskriminalamt eine Kopie anfertigte.
Gegen die Durchsuchungsanordnung des Amtsgerichts legte Cicero Beschwerde beim Landgericht Potsdam ein, weil es darin einen verfassungswidrigen Eingriff in die Pressefreiheit sah. Das Landgericht Potsdam wies die Beschwerde ab, weil es keinen verfassungswidrigen Eingriff in die Pressefreiheit sah.
Unterdessen erließ das Amtsgericht am 14. November 2005 eine Beschlagnahmeanordnung und konkretisierte somit die Durchsuchungsanordnung vom 31. August für die Kopie der Festplatte. Auch dagegen legte Cicero aus demselben Grund Beschwerde beim Landgericht Potsdam ein. Bevor das Landgericht über die Beschwerde entschieden hatte, löschte das Landeskriminalamt die Datenträgerkopie. Das Landgericht lehnte auch diese Beschwerde ab, weil es die Beschwerde durch die Löschung der Datenträgerkopie als gegenstandslos bzw. erledigt erachtete. Schließlich hatte sich die Beschwerde gegen die Beschlagnahme der Festplatte bzw. deren Kopie gerichtet.
Gegen die beiden Beschlüsse legte Cicero-Chefredakteur Wolfram Weimer Verfassungsbeschwerde ein.
Über beide Beschwerden entschied der Erste Senat des Bundesverfassungsgerichts am 27. Februar 2007.

## Entscheidung über die Verfassungsbeschwerden
Der Erste Senat des Bundesverfassungsgerichts entschied, dass die Durchsuchungsanordnung des Amtsgerichts Potsdam von 31. August 2005 einen schwerwiegenden, verfassungswidrigen Eingriff in die im Artikel 5 Absatz 1 Satz 2 des Grundgesetzes verankerte Pressefreiheit darstellte. Demzufolge hätte das Landgericht der Beschwerde gegen diese Durchsuchungsanordnung auch stattgeben müssen und die Durchsuchungsanordnung aufheben müssen. Weil das Landgericht dies nicht tat, hob das Bundesverfassungsgericht zunächst den Beschluss des Landgerichts vom 27. Januar 2006 als verfassungswidrig auf. Das Bundesverfassungsgericht stellte zunächst fest, dass die Pressefreiheit auch den Schutz vor dem Eindringen des Staates in die vertraulichen Presseräume umfasse. Zudem stellte es fest, dass die Durchsuchung der Presseräume eine Störung der redaktionellen Arbeit darstelle und einschüchternd wirken könne, weshalb sie auch einen verfassungswidrigen Eingriff in die Pressefreiheit darstelle.
Für die zweite Verfassungsbeschwerde gegen den Beschluss des Landgerichts von 24. Februar 2006 stellte das Bundesverfassungsgericht fest, dass die Entscheidung des Landgerichts einen verfassungswidrigen Verstoß gegen das im Artikel 19 Abs. 4 GG gewährleistete Grundrecht des Rechtsschutzes darstelle.
Es merkte hierzu an, dass es die Pflicht des Landgerichts gewesen wäre, die Beschwerde als begründet anzuerkennen und nicht einfach für erledigt zu erklären, da das Grundrecht des Rechtsschutzes es ausdrücklich gewährleistet, dass man gegen Grundrechtsbeeinträchtigungen durch öffentliche Einrichtungen (z. B. Gerichte) auf dem „normalen“ Rechtsweg vorgehen kann. Das Landgericht hätte also die Beschwerde als begründet ansehen müssen und den Beschluss des Amtsgerichts vom 14. November 2005 (Konkretisierung der Durchsuchungsanordnung) aufheben müssen. Dadurch, dass das Landgericht die Beschwerde aber für erledigt und gegenstandslos erklärte, ließ es den Rechtsschutz des Beschwerdeführers quasi „leer laufen“. Dies stelle einen verfassungswidrigen Eingriff in das Grundrecht des Rechtsschutzes dar. Daher hob das Bundesverfassungsgericht auch den Beschluss des Landgerichts vom 24. Februar 2006 auf.
Das Bundesverfassungsgericht sah also beide Verfassungsbeschwerden als vollumfänglich begründet an und hob insgesamt vier Beschlüsse auf: sowohl die Durchsuchungsanordnung des Amtsgerichts vom 31. August als auch deren Konkretisierung hinsichtlich der Kopie der Festplatte vom 14. November 2005. Ferner hob es die Beschlüsse des Landgerichts vom 27. Januar 2006 und vom 24. Februar 2006 auf.

## Bedeutung
Das Urteil des Bundesverfassungsgerichts gilt als richtungweisend. Es bestärkt die freiheitliche demokratische Grundordnung der Bundesrepublik Deutschland, für die die Freiheit der Medien und insbesondere auch die Pressefreiheit konstituierend ist.